# Werner von Gustedt
Werner von Gustedt, né le 14 octobre 1813 à Brunswick et mort le 1er octobre 1864 à Halberstadt, est un homme politique allemand. 
Administrateur de l'arrondissement d'Halberstadt (de) dans la province prussienne de Saxe et de l'arrondissement de Rosenberg-en-Prusse-Occidentale, il possédait le domaine de Rhoden dans l'arrondissement d'Halberstadt ainsi que le domaine de Garden (en) dans l'arrondissement de Rosenberg en Prusse-Occidentale.

## Biographie
Issu de la famille noble de Hildesheim des Gustedt, il est le fils de Joachim Philipp von Gustedt (1749-1814). Son père meurt alors qu'il n'a qu'un an.
Il se fiance à Jenny Rabe von Pappenheim (Jenny von Gustedt), la nièce de Napoléon, à Kissingen en 1837 et l'épouse le 6 mars 1838 à Weimar. 
De 1860 jusqu'à sa mort en 1864, il est administrateur de l'arrondissement d'Halberstadt.